# Grande incêndio de Moscou (1547)

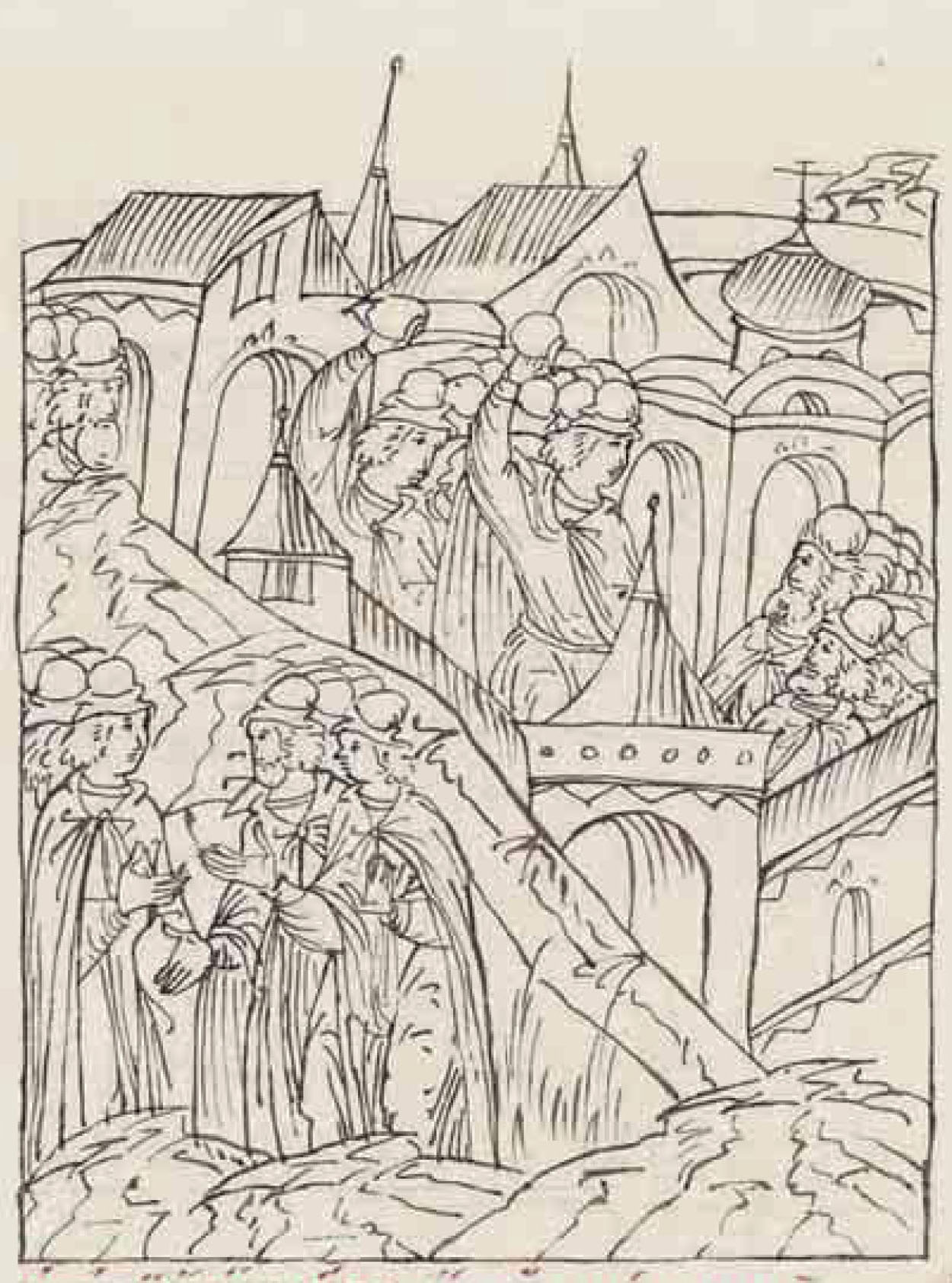
Uma pintura de um pintor desconhecido retrata a revolta na Rússia após o incêndio de Moscou em 1547

O grande incêndio de Moscou em 1547 destruiu seções de Moscou que haviam sido construídas quase inteiramente de madeira. O fogo varreu o Kremlin e explodiu os depósitos de pólvora em várias torres do Kremlin. O incêndio começou em 24 de junho, vários meses depois que Ivan IV, mais conhecido como "Ivan, o Terrível", foi oficialmente coroado como primeiro czar de toda a Rússia.
O incêndio deslocou cerca de 80 000 pessoas e matou cerca de 2 700 a 3 700 pessoas (sem incluir crianças) e levou à pobreza generalizada entre os sobreviventes. O metropolita Macário foi aparentemente ferido no incêndio quando a Catedral da Dormição no Kremlin foi ameaçada pelas chamas e o metropolita foi retirado por uma brecha nas muralhas do Kremlin e descido por uma corda no rio Moscou. Ele pode nunca ter se recuperado totalmente de seus ferimentos, embora tenha vivido mais 16 anos.
Os moscovitas colocaram a culpa nos parentes maternos do czar da família Glinski. Uma rebelião começou e Yuri Glinski foi apedrejado até a morte dentro da Catedral da Dormição em frente a um horrorizado Metropolita Macário. O irmão de Yuri, Mikhail Glinski, tentou fugir para a Lituânia, mas não conseguiu, e sua mãe, Anna Glinskaya - avó do czar - foi acusada de usar feitiçaria para iniciar o incêndio.  A rebelião resultou na queda do partido Glinski e acabou fortalecendo as posições do jovem czar, embora ele não tenha entregado sua avó à multidão como eles exigiam.